# Simon Fraser, 11. Lord Lovat

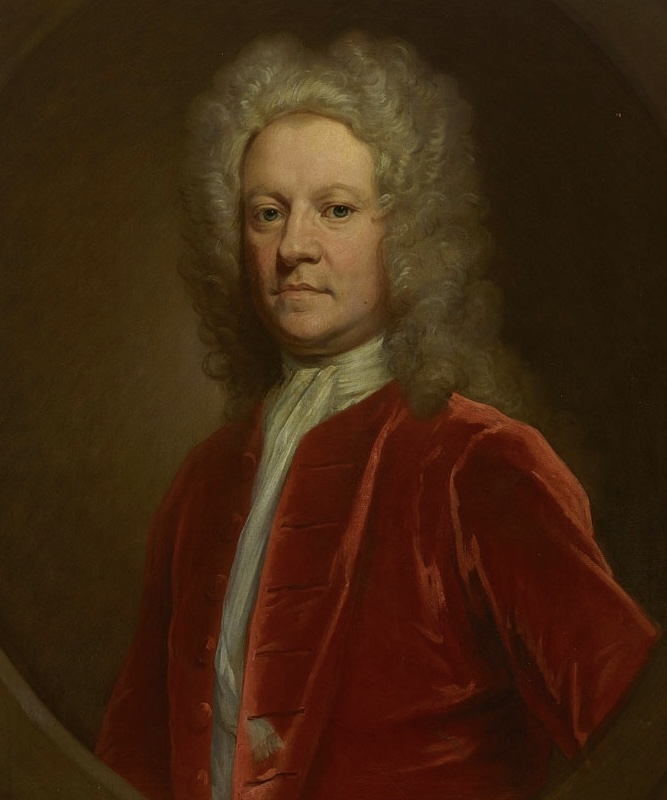
Simon Fraser, 11. Lord Lovat, Porträt von Godfrey Kneller (vor 1723).

Simon Fraser, 11. Lord Lovat (* um 1668 oder 1676; † 9. April 1747 in London) war ein schottischer Clanführer des 18. Jahrhunderts. Wegen seiner Rolle im Jakobitenaufstand 1745/46 wurde er zum Tode verurteilt. Er war der letzte Mann, der auf dem Tower Hill in London geköpft wurde.

## Leben und Wirken
Fraser stammte aus dem Clan der Frasers, die ein größeres Gebiet von Inverness bis über Loch Ness hinaus beherrschten. Im Osten grenzte das Gebiet der Frasers an das der Grants, in Westen an das Gebiet des Clans der MacKenzies.
Fraser war der zweite Sohn des Thomas Fraser of Beaufort (1631–1699) aus dessen im April 1665 geschlossener Ehe mit Sibylla MacLeod († 1679), Tochter des Ian Macleod, 16. Laird of MacLeod. Sein Vater war ein jüngerer Sohn des Hugh Fraser, 7. Lord Lovat († 1646).
Simon Frasers genaues Geburtsdatum ist unbekannt. Er selbst gab in seinen auf Französisch verfassten Memoiren an, 1676 geboren zu sein. Laut Alexander Mackenzies History of the Frasers of Lovat ist 1668 als wahrscheinlichstes Geburtsjahr anzunehmen. Er hatte 13 Geschwister, von denen außer ihm nur zwei Brüder und zwei Schwestern das Erwachsenenalter erreichten. Durch den Tod seines älteren Bruders Alexander (1689, spätestens 1692) wurde Simon zum Erben seines Vaters. 1691 begann er ein Studium am King’s College Aberdeen, das er 1695 als Master of Arts abschloss.
Nachdem 1696 sein Cousin Hugh Fraser, 9. Lord Lovat ohne männliche Nachkommen gestorben war, entstanden Erbstreitigkeiten über dessen Nachlass. Simon Fraser entführte daraufhin die Tochter des 9. Lords, Amelia Fraser († 1763), die aber fliehen konnte. Simon und sein Vater wurden dafür 1698 geächtet und zum Tode verurteilt aber 1700 auf Intervention des 10. Earl of Argyll von König Wilhelm III. begnadigt. Titel und Ländereien des Lord Lovat wurden aber 1702 durch Urteil vom Court of Session Amelia zugesprochen. Thomas Fraser war zwischenzeitlich 1699 gestorben und hatte seinem Sohn Beaufort Castle hinterlassen.
Im Thronstreit zwischen den Jakobiten und dem Haus Hannover wechselte Fraser oft die Seiten. Als er 1701 erneut für die Entführung Amelias angeklagt wurde, floh er nach Frankreich, wo er Kontakt zu den exilierten Stuarts aufnahm. Diese sandten ihn 1703 auf eine jakobitische Geheimmission, die er prompt dem Secretary of State von Schottland, dem Duke of Queensberry, verriet. Bei seiner Rückkehr nach Frankreich war sein Verrat entdeckt worden und er wurde unter Hausarrest gestellt. 1715 gelang ihm die Flucht nach Schottland. Dort war gerade der Jakobitenaufstand von 1715 im Gange, bei dem sich Alexander Mackenzie of Fraserdale († 1755), der Ehemann Amelias, mit dem Aufgebot des Clan Fraser auf die Seite der Jakobiten stellte. Fraser gelang es, das Aufgebot seines Clans zum Überlaufen auf die Seite der britischen Regierung (Haus Hannover) zu bewegen und mit ihm nach kurzer Belagerung das vom Clan Mackenzie gehaltene Inverness Castle einzunehmen. Im Anschluss an die Niederschlagung des Jakobitenaufstands erhielt er Teile der Lovat-Ländereien, die die britische Regierung von Alexander Mackenzie of Fraserdale wegen Unterstützung der Jakobiten eingezogen hatte. Erst jetzt entschied das Court of Session zu seinen Gunsten und sprach den Titel des Lord Lovat rückwirkend seinem Vater als 10. und ihm als 11. Lord zu. Er war damit auch offiziell Chief des Clan Lovat. Bis 1733 konnte er alle vormaligen Lovat-Ländereien in seinen Besitz bringen. 1721, 1722 und 1727 versuchte er erfolglos als Lord Lovat an den Wahlen der schottischen Representative Peers für das britische House of Lords teilzunehmen.

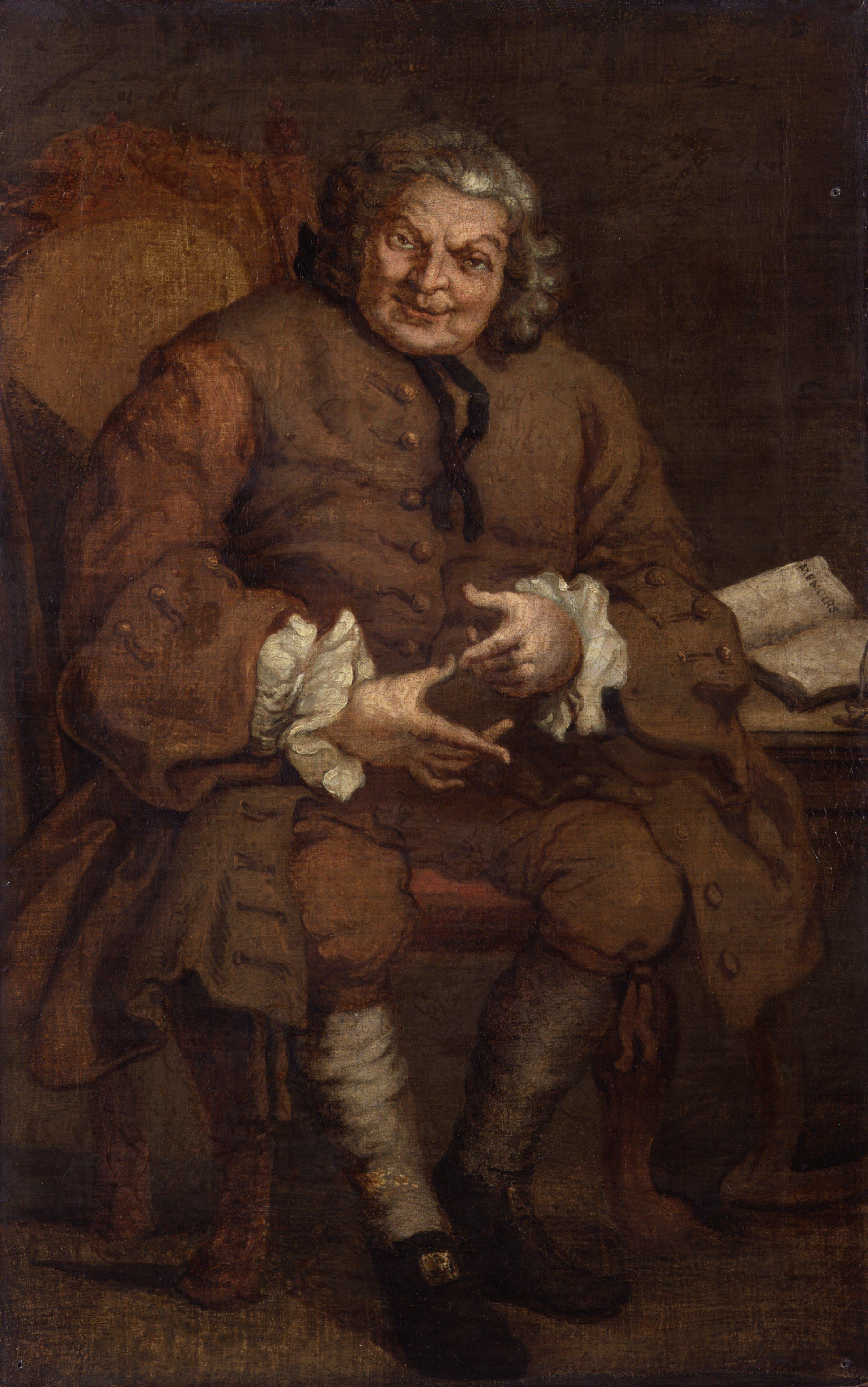
Simon Fraser, 11. Lord Lovat in englischer Haft, Porträt von William Hogarth (um 1747).

Später wandte Fraser sich erneut den Jakobiten zu und beteiligte sich ab 1737 heimlich an den Planungen zur Landung des Bonnie Prince Charlie in Schottland. Dessen Vater James III. Stuart verlieh ihm 1740 dafür die jakobitischen Adelstitel Duke of Fraser, Marquess of Beaufort, Earl of Stratherrick, Viscount of the Aird and Strathglass und Lord Lovat of Beaulieu. Als Bonnie Prince Charlie schließlich im August 1745 in Schottland landete, verhielt er sich vorsichtig. Erst nachdem dieser im September 1745 in der Schlacht bei Prestonpans eine britische Armee vernichtet hatte, zwang er seinen Sohn Simon Fraser, Master of Lovat, mit dem Aufgebot seines Clan Fraser of Lovat zu dessen Unterstützung. Er selbst bemühte sich um den Anschein der Loyalität zu König Georg II. Am 11. Dezember 1745 wurde er in seinem Anwesen Beaufort Castle von britischen Regierungstruppen verhaftet und nach Inverness Castle gebracht, von wo er am 2. Januar 1746 fliehen konnte. An der Schlacht von Culloden war er nicht beteiligt. Er flüchtete durch die Highlands. Bei Loch Morar geriet Fraser schließlich in britische Gefangenschaft. Angeblich soll er sich als alte Frau verkleidet vor den Regierungstruppen versteckt haben.
Am 11. Dezember 1746 wurde Fraser vom britischen Parlament angeklagt und am 19. März 1747 einstimmig des Hochverrats für schuldig befunden. Er wurde zum Tode verurteilt und geächtet, womit alle seine Titel und Besitzungen von der Krone eingezogen wurden. Am 9. April 1747 wurde er auf Tower Hill enthauptet. Er war damit der letzte Mensch, der auf diese Weise für dieses Verbrechen in Großbritannien hingerichtet wurde. Der Anekdote nach entstand während der Hinrichtung das bis heute im englischen Sprachraum verwendete Sprichwort „To Laugh Your Head Off“. Als während seines Ganges zum Schafott mehrere Zuschauerbähnen einstürzten, brachte es den Lord so anhaltend zum Lachen, dass er noch während der eigentlichen Enthauptung lachte und sich somit geradezu „den Kopf ablachte“.

## Ehen und Nachkommen
In erster Ehe war er seit Dezember 1716 mit Margaret Grant († 1729), Tochter des Ludovic Grant, Laird of Freuchie and Grant, verheiratet. Mit ihr hatte er zwei Kinder:
- Janet Fraser († 1765), ⚭ Ewan Macpherson of Cluny (1706–1764), 12. Chief des Clan Macpherson;
- Simon Fraser, Master of Lovat (1726–1782).

In zweiter Ehe heiratete er 1733 Lady Primrose Campbell († 1796), Enkelin des Archibald Campbell, 9. Earl of Argyll. Mit ihr hatte er einen Sohn:
- Archibald Campbell Fraser (1736–1815).